# NGC 6250
NGC 6250 (również OCL 991 lub ESO 277-SC20) – gromada otwarta znajdująca się w gwiazdozbiorze Ołtarza. Odkrył ją John Herschel 1 lipca 1834 roku. Jest położona w odległości ok. 2,8 tys. lat świetlnych od Słońca.